# Parafia Narodzenia św. Jana Chrzciciela w Orłowie
Parafia Narodzenia św. Jana Chrzciciela – parafia prawosławna w Orłowie, w dekanacie Olsztyn diecezji białostocko-gdańskiej.
Na terenie parafii funkcjonuje 1 cerkiew:
- cerkiew Narodzenia św. Jana Chrzciciela w Orłowie – parafialna

## Historia
Pierwszymi wyznawcami prawosławia w Orłowie byli Ukraińcy przesiedleni w ramach akcji „Wisła” (1947). Wskutek początkowego sprzeciwu miejscowych katolików samodzielną parafię utworzono dopiero w 1965; w tym samym roku ewangelicy przekazali wspólnocie XIX-wieczny kościół, który następnie został wyremontowany i zaadaptowany na cerkiew.

## Wykaz proboszczów
- 1965–2024 – ks. Jerzy Senejko[1]
- od 2024 – ks. Michał Pograniczny